# سليم ويلسون
سليم ويلسون (بالإنجليزية: Slim Wilson)‏ هو كاتب أغاني ومقدم برامج إذاعية ومغني أمريكي، ولد في 14 يوليو 1910، وتوفي في 15 يوليو 1990 في سبرينغفيلد في الولايات المتحدة.